# Бранка Јовановић
Бранка Јовановић (15. април 1971) је некадашња српска рукометашица и дугогодишња репрезентативка. Била је голманка репрезентације Југославије, касније капитен Србије и Црне Горе и самосталне Србије. Са репрезентацијом је освојила две медаље на Светским првенствима, сребро 1990. и бронзу 2001. Носилац је националног спортског признања Републике Србије.
У клупској каријери освојила је Лигу шампиона са Љубљанским Кримом за који је играла четири године. Такође је носила дресове Младости, Радничког, ОРК Београда, Кометала, Есбјерга, ДИН-а.
Ради као тренер голмана. Од 2007. до 2011. радила је са голманима репрезентације Србије.